# ناحیه ماین، شهرستان کوک، ایلینوی
ناحیه ماین (به انگلیسی: Maine Township) یک منطقهٔ مسکونی در ایالات متحده آمریکا است که در شهرستان کوک (ایلینوی) واقع شده‌است. ناحیه ماین ۶۷٫۷۷ کیلومتر مربع مساحت دارد ۱۹۳ متر بالاتر از سطح دریا واقع شده‌است.